# Cemex
CEMEX je jedan od najvećih svjetskih dobavljača građevinskih materijala i proizvođača cementa. Osnovan je u Meksiku 1906. CEMEX posluje diljem svijeta, s proizvodnim pogonima u rasponu od 50 zemalja u Sjevernoj Americi, na Karibima, Južnoj Americi, Europi, Aziji i Africi. 
Od kraja 2003., ova je tvrtka imala godišnju sposobnost proizvodnje cementa od 82 milijuna tona, a više od 25,000 zaposlenika. Lorenzo Zambrano je trenutni predsjednik i glavni izvršni direktor. Otprilike jedna trećina prodaje dolazi od svojeg poslovanja u Meksiku, četvrtina od svojih postrojenja u SAD-u, 15% iz Španjolske, a manjim postotcima iz svojih postrojenja diljem svijeta.
CEMEX trenuno posluje na četiri kontinenta, s 66 cementare, 2000 objekata, 400 kamenoloma, 260 distribucijskih centara i 80 pomorskih terminala. Središte tvrtke je u San Pedru Garzi Garcii, gradu koji je dio područja Monterrey u sjevernoistočnoj meksičkoj državi Nuevo León.

## Povijest
CEMEX je osnovan otvaranjem Cementosa Hidalgo, u 1906. U međuvremenu, Cementos Portland Monterrey počela je s radom 1920., a 1931., te dvije tvrtke spajaju se i postaju Cementos Mexicanos, sada CEMEX. CEMEX je znatno porastao u 1960.-ima kada je stekao još nekoliko postrojenja u cijelom Meksiku. U 1976., tvrtka je izašla javnosti na meksičkoj burzi, a iste godine, postala najveći proizvođač cementa u Meksiku uz kupnju tri postrojenja od Cementosa Guadalajara. Godine 1982., ostvarila je značajan napredak u prekomorskim tržištima udvostručenjem izvoza. Ostale akvizicije meksičkih cementnih tvrdaka dogodile su se 1987. i 1989.

## Tvornice Cemex u Hrvatskoj
- Tvornica Sveti Juraj, F. Tuđmana 45, Kaštel Sućurac. Godina početka proizvodnje: 1912[2]
- Tvornica Sveti Kajo, Salonitanska 19, Solin. Godina početka proizvodnje: 1904[2]
- Tvornica 10. Kolovoz, Put Majdana 47/c, Solin. Godina početka proizvodnje: 1908[2]